# Marathon Cup 12 2025; Club-assistent Brabantcup 3
De schaatsmarathon Marathon Cup 12 2025; Club-assistent Brabantcup 3 was de zeventiende wedstrijd van het marathonseizoen 2024/2025 die op zondag 11 januari 2025 plaatsvond op Ireen Wüst ijsbaan in Tilburg. 
Er was geen wedstrijd voor de belofen vrouwen.
De top-divisie finale van de Club-Assistent Brabant Cup had Evert Hoolwerf gewonnen. Hoolwerf was in de sprint van een omvangrijke kopgroep net iets sneller dan Luc ter Haar en Daan Gelling. Jorrit Bergsma was mee met de definitieve ontsnapping en finishte als negende wat goed genoeg was om de eindwinst te pakken in de Club-Assistent Brabant Cup. Oranjepakdrager Harm Visser haakte af met de naweeen van zijn vallen van gisteren en zag in het klassement van de Daikin Marathon Cup Ter Haar en Hoolwerf tot op 9 punten naderen. Marijke Groenewoud had net als de twee eerdere Brabantse wedstrijd weer gewonnen. Voor de Nederlands kampioene was het alweer de dertiende overwinning van het seizoen. In de sprint overklaste Groenewoud iedereen. Gioya Lancee en Jet Fransen mochten als de nummer twee en drie naar het podium. Wederom kon geen aanval wegblijven. De meest kansrijke was een kopgroep van Maaike Verweij, Sofia Schilder, Femke Mossinkoff en Brit Qualm die echter ook door het peloton weer werd teruggepakt.
Simon de Smit won de beloftenmarathon. Solo koos De Smit de aanval en met hulp van zijn ploeggenoten slaagde hij erin in zijn eentje het peloton op een ronde te zetten. Een achtervolgende groep kon niet meer aansluiten en ging sprinten om de tweede plaats. Bram Kras klopte hier Rick de Ruijgt die als de nummer drie naar het podium mocht. Daarna was het ijs voor De Smitalleen die zijn allereerste zege bij de beloften en was dit seizoen al goed voor twee podiumplaatsen.

## Tijdschema
| Datum                  | Tijd (CET) | Onderdeel           |
| ---------------------- | ---------- | ------------------- |
| Zondag 11 januari 2025 | 18:00      | Beloften mannen     |
| Zondag 11 januari 2025 | 19:15      | Top-divisie vrouwen |
| Zondag 11 januari 2025 | 20:30      | Top-divisie mannen  |

## Podia
| Klasse              | Eerste             | Tweede       | Derde          |
| ------------------- | ------------------ | ------------ | -------------- |
| Top-divisie mannen  | Evert Hoolwerf     | Luc ter Haar | Daan Gelling   |
| Top-divisie vrouwen | Marijke Groenewoud | Gioya Lancee | Jet Fransen    |
| Beloften vrouwen    | Simon de Smit      | Bram Kras    | Rick de Ruijgt |

## Uitslag Top-divisie mannen[2]
| #      | Schaatser         | Nationaliteit | Ploeg                             | Ronde | Punten |
| ------ | ----------------- | ------------- | --------------------------------- | ----- | ------ |
| Goud   | Evert Hoolwerf    | Nederland     | Team Reggeborgh                   | 126   | 30,1   |
| Zilver | Luc ter Haar      | Nederland     | Bouwselect / De Haan Westerhoff   | 126   | 24     |
| Brons  | Daan Gelling      | Nederland     | Royal A-ware                      | 126   | 23     |
| 4      | Ronald Haasjes    | Nederland     | Bouwselect / De Haan Westerhoff   | 126   | 22     |
| 5      | Robert Post       | Nederland     | Team Essent                       | 126   | 21     |
| 6      | Jeroen Janissen   | Nederland     | OKAY/Interfarms                   | 126   | 20     |
| 7      | Joram Verkerk     | Nederland     | VGR Sport / Galesloot constructie | 126   | 19     |
| 8      | Wabe de Rooij     | Nederland     | VGR Sport / Galesloot constructie | 126   | 18     |
| 9      | Jorrit Bergsma    | Nederland     | Royal A-ware                      | 126   | 17     |
| 10     | Wisse Slendebroek | Nederland     | Royal A-ware                      | 126   | 16     |
| 11     | Niels Overvoorde  | Nederland     | Bouwselect / De Haan Westerhoff   | 126   | 15     |
| 12     | Miguel Bravo      | Portugal      | A6.nl / KMC                       | 126   | 14     |
| 13     | Joost de Jong     | Nederland     | Bouwselect / De Haan Westerhoff   | 126   | 13     |
| 14     | Luuk Loohuis      | Nederland     | Port of Amsterdam / SKITS         | 126   | 12     |
| 15     | Kars Jansman      | Nederland     |                                   | 126   | 11     |
| 16     | Maikel Stam       | Nederland     | VGR Sport / Galesloot constructie | 126   | 10     |
| 17     | Mats Stoltenborg  | Nederland     | Team Essent                       | 126   | 9      |
| 18     | Casper de Gier    | Nederland     | Team Reggeborgh                   | 126   | 8      |
| 19     | Chiel Smit        | Nederland     | Team Essent                       | 126   | 7      |
| 20     | Gary Hekman       | Nederland     | Team Reggeborgh                   | 126   | 6      |

125 ronden
1:04:59uur (gem. 31,2sec) 46,2km/h

## Uitslag Top-divisie vrouwen[3]
| #      | Schaatser              | Nationaliteit | Ploeg                               | Ronde | Punten |
| ------ | ---------------------- | ------------- | ----------------------------------- | ----- | ------ |
| Goud   | Marijke Groenewoud     | Nederland     | Team Albert Heijn Zaanlander        | 80    | 25,1   |
| Zilver | Gioya Lancee           | Nederland     | Puur ICT-BTZ                        | 80    | 21     |
| Brons  | Jet Fransen            | Nederland     | Wokke Vastgoed                      | 80    | 18     |
| 4      | Bente Kerkhoff         | Nederland     | Team Albert Heijn Zaanlander        | 80    | 17     |
| 5      | Esther Kiel            | Nederland     | Puur ICT-BTZ                        | 80    | 16     |
| 6      | Kim Talsma             | Nederland     | Bouwbedrijf De Vries                | 80    | 15     |
| 7      | Veerle van Koppen      | Nederland     | Puur ICT-BTZ                        | 80    | 14     |
| 8      | Tessa Snoek            | Nederland     | VGR Sport / Vreugdenhil Dairy Foods | 80    | 13     |
| 9      | Elsemieke van Maaren   | Nederland     | OKAY/Interfarms                     | 80    | 12     |
| 10     | Nikki Noordergraaf     | Nederland     | OKAY/Interfarms                     | 80    | 11     |
| 11     | Hilde Noppert          | Nederland     | Bouwbedrijf De Vries                | 80    | 10     |
| 12     | Janne Berkhout         | Nederland     | Turner                              | 80    | 9      |
| 13     | Sofia Schilder         | Nederland     | Wokke Vastgoed                      | 80    | 8      |
| 14     | Brit Qualm             | Nederland     | VGR Sport / Vreugdenhil Dairy Foods | 80    | 7      |
| 15     | Loesanne van der Geest | Nederland     | VGR Sport / Vreugdenhil Dairy Foods | 80    | 6      |
| 16     | Tjilde Bennis          | Nederland     | Turner                              | 80    | 5      |
| 17     | Manon Gremmen          | Nederland     | Husqvarna / Praktijk Centrum Bomen  | 80    | 4      |
| 18     | Beau Wagemaker         | Nederland     | A6.nl / KMC                         | 80    | 3      |
| 19     | Sophie Kraaijeveld     | Nederland     | Turner                              | 80    | 2      |
| 20     | Nienke Smit            | Nederland     | OCRE                                | 80    | 1      |

80 ronden
0:44:16uur (gem. 33,2sec) 43,4km/h

## Uitslag beloften mannen[4]
| #      | Rijder              | Nationaliteit | Ploeg                                  | Ronde | Punten |
| ------ | ------------------- | ------------- | -------------------------------------- | ----- | ------ |
| Goud   | Simon de Smit       | Nederland     | Vector                                 | 101   | 30,1   |
| Zilver | Bram Kras           | Nederland     | Wokke Vastgoed                         | 100   | 21     |
| Brons  | Rick de Ruijgt      | Nederland     | Groenehartsport.nl                     | 100   | 18     |
| 4      | Rick Meijer         | Nederland     | Bouwselect / De Haan Westerhoff        | 100   | 17     |
| 5      | Kevin van der Horst | Nederland     | Royal A-ware                           | 100   | 16     |
| 6      | Twan Berlijn        | Nederland     | Wokke Vastgoed                         | 100   | 15     |
| 7      | Mats ten Cate       | Nederland     | Speelman / Exclusief Vastgoedbeheer    | 100   | 14     |
| 8      | Arn Botman          | Nederland     | Wokke Vastgoed                         | 100   | 13     |
| 9      | Nino van Dijk       | Nederland     | Traumeel Gel                           | 100   | 12     |
| 10     | Joël Haasjes        | Nederland     | Arbeidsrecht de Graaf                  | 100   | 11     |
| 11     | Tom den Heijer      | Nederland     | OKAY/Interfarms                        | 100   | 10     |
| 12     | Ruben Verkerk       | Nederland     | Ormer ICT                              | 100   | 9      |
| 13     | Jochem Posthumus    | Nederland     | Speelman / Exclusief Vastgoedbeheer    | 100   | 8      |
| 14     | Chris Berkhout      | Nederland     | Team Reggeborgh                        | 100   | 7      |
| 15     | Chris Brommersma    | Nederland     | Spieren voor Spieren / Douna Machinery | 100   | 6      |
| 16     | Niels Teunissen     | Nederland     | Drenergie                              | 100   | 5      |
| 17     | Jasper Tinga        | Nederland     | Douma Staal                            | 100   | 4      |
| 18     | Jitse Wiersma       | Nederland     | Speelman / Exclusief Vastgoedbeheer    | 100   | 3      |
| 19     | Luke Kooij          | Nederland     | Langhout Beton & PCO Infra             | 100   | 2      |
| 20     | Ewout Beijeman      | Nederland     | Drenergie                              | 100   | 1      |

100 ronden
0:52:22uur (gem. 31,4sec) 45,8km/h

### Snelste wedstrijdgemiddelde
| Klasse              | Snelste gemiddelde       | Tijd     | Ronden | Schaatsster        | Nationaliteit | Ploeg                        |
| ------------------- | ------------------------ | -------- | ------ | ------------------ | ------------- | ---------------------------- |
| Top-divisie Mannen  | 46,2 km/h (gem. 31,2sec) | 01:04:59 | 125    | Evert Hoolwerf     | Nederland     | Team Reggeborgh              |
| Top-divisie Vrouwen | 43,4 km/h (gem. 33,2sec) | 00:44:16 | 80     | Marijke Groenewoud | Nederland     | Team Albert Heijn Zaanlander |
| Beloften Mannen     | 45,8 km/h (gem. 31,4sec) | 00:52:22 | 100    | Simon de Smit      | Nederland     | Vector                       |

Marathon Cup 1 · 
Marathon Cup 2 · 
Marathon Cup 3 ·
Marathon Cup 4 · 
Marathon Cup 5 · 
Marathon Cup 6 · 
Marathon Cup 7 · 
Marathon Cup 8 · 
De Vier van Noord-Holland 1 · 
De Vier van Noord-Holland 2 · 
De Vier van Noord-Holland 3 · 
De Vier van Noord-Holland 4 · 
Marathon Cup 9 · 
NK kunstijs · 
Marathon Cup 10 · 
Marathon Cup 11 · 
Marathon Cup 12 · 
Marathon Cup 13 · 
Grand Prix 1 · 
Open NK natuurijs · 
Grand Prix 2 · 
Grand Prix 3 · Marathon Cup 14 · 
Marathon Cup 15 · 
Grand Prix 4 · 
Grand Prix 5 · 
Grand Prix 6 ·  
Marathon Cup 16  · 
Klassementen: KNSB Cup ·
Jongeren · 
Ploegen ·
Grand Prix ·
Club-assistent Brabantcup ·
De Vier van Noord-Holland
Lijst van schaatsmarathonrijders 2024/2025